# Metropolregion Athens–Clarke County
Die Metropolregion Athens–Clarke County (engl.: Athens – Clarke County metropolitan area) ist eine Metropolregion im Nordosten des US-Bundesstaates Georgia. Sie stellt eine durch das Office of Management and Budget definierte Metropolitan Statistical Area (MSA) dar und umfasst die Countys Clarke, Madison, Oconee und Oglethorpe. Den Mittelpunkt des Verdichtungsgebietes stellt die Stadt Athens dar.
Zum Zeitpunkt der Volkszählung von 2020 hatte das Gebiet 215.415 Einwohner.